# 高山市立日和田中学校
高山市立日和田中学校（たかやましりつ ひわだちゅうがっこう）は、岐阜県高山市に存在した公立中学校。

## 概要
旧・大野郡高根村の中学校であった。2007年、朝日中学校に統合され廃校。日和田小学校に併設され、あわせて日和田小中学校とも称した。
跡地は2009年（平成21年）7月2日に飛騨高山御嶽トレーニングセンターとしてオープンした。

## 沿革
- 1947年（昭和22年）4月 - 大野郡高根村に高根中学校日和田分校として開校。高根小学校第四分校に併設。
- 1952年（昭和27年）10月 - 校舎（木造2階建）を新築。
- 1956年（昭和31年）
  - 4月 - 高根村立日和田中学校として独立する。
  - 5月 - 講堂兼日和田集会所が完成。
- 1963年（昭和38年）11月 - 特別教室が完成。
- 2005年（平成17年）2月1日 - 高根村が高山市に編入される。同時に高山市立日和田中学校に改称する。
- 2007年（平成19年）3月 - 朝日中学校に統合され、廃校。